# نمایش ماگیلا گوریل
نمایش ماگیلا گوریل (انگلیسی: The Magilla Gorilla Show) مجموعهٔ تلویزیونیِ کارتونیِ آمریکایی است که در سال ۱۹۶۳ میلادی توسط هانا-باربرا تولید و منتشر شد.
شخصیت اصلیِ این مجموعهٔ یک گوریل انسان‌واره به نام «ماگیلا گوریل» بود که پاپیون می‌زد، بندِ شلوار داشت و یک کلاهِ کوچک‌تر از سرش، به روی سر می‌گذاشت.